# Гомец ле Шател
Гомец ле Шател (фр. Gometz-le-Châtel) је насељено место у Француској у региону Париски регион, у департману Есон.
По подацима из 2011. године у општини је живело 2622 становника, а густина насељености је износила 519,21 становника/km².

## Демографија
| 1962. | 1968. | 1975. | 1982. | 1990. | 2011. |
| ----- | ----- | ----- | ----- | ----- | ----- |
| 762   | 978   | 1.342 | 1.407 | 1.763 | 2.622 |